# Коригайло
Коригайло Ольгердович (в православ'ї — Васи́лій, в католицтві — Казими́р; бл. 1369 — вересень 1390) — литовський князь з династії Гедиміновичів, князь мстиславський (бл. 1387—1390), син великого князя литовського Ольгерда і Уляни Тверської, брат короля Польщі Владислава II Ягайла.

## Життєпис
Початково був хрещений за православним обрядом під ім'ям Василій. Та у лютому 1386 року разом з іншими литовськими князями хрестився у Кракові в католицизм під ім'ям Казимир.
Після битви на Вихрі 1386 року у якій литовсько-руське військо розгромило смоленського князя, Святослава Івановича, отримав від братів Ягайла та Скригайла Мстиславське князівство.
Під час громадянської війни у Великому князівстві Литовському у 1389—1392 роках підтримав свого старшого брата Скиргайла у протистоянні з гродненським князем Вітовтом Кейстутовичем. У 1390 був серед князів які захищали литовські землі від вторгнення тевтонських військ в союзі з Вітовтом. Очолив оборону дерев'яного «Кривого замку» Вільна, під час якої згорів у пожежі разом з багатьма іншими захисниками фортеці. За версією, яка викладена в Історії Длугоша, Коригайло потрапив в полон до тевтонців та був обезголовлений Вітовтом. Його відрізану голову Вітовт наказав настромити на спис та носити навколо Віленського замку для постраху поляків, які в ньому сховались.
Свого часу К. Несецький вважав Коригайлом князя Василя Чорторийського — родоначальника Чорторийських, востаннє висунув гіпотезу, що то був Костянтин Коріятович.
Дослідник Альберт Войцех Віюк-Коялович сином Коригайла вважав князя Гліба Костянтиновича Чорторийського, який загинув 1390 року.